# Natalya Nazarova

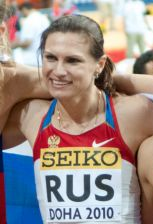
Nazarova con el equipo de relevos de Rusia en los Mundiales de 2010 en pista cubierta en Doha.

Natalya Nazarova Viktorovna (en ruso: Наталья Викторовна Назарова, nacida el 26 de mayo de 1979) es una velocista de pista y campo.
Nació en Moscú. Después de un mejor tiempo personal de 49,65 segundos ejecutado unos quince días antes, Natalya había perdido la forma por el inicio de los Juegos Olímpicos de 2004 en Atenas, Grecia, y sólo acabó haciendo octava finalista. Ella consiguió una medalla de plata en el relevo. Terminó cuarta en el Campeonato Mundial 2003. El 8 de enero de 2004 a los dieciséis años de edad, rompió récord mundial bajo techo al correr 500 metros en un tiempo de 1:07.36. que había sido establecido por Olga Nazarova.